# Haynesville (Luisiana)
Haynesville es un pueblo ubicado en la parroquia de Claiborne en el estado estadounidense de Luisiana. En el Censo de 2010 tenía una población de 2327 habitantes y una densidad poblacional de 185,71 personas por km².

## Geografía
Haynesville se encuentra ubicado en las coordenadas 32°57′59″N 93°8′17″O / 32.96639, -93.13806. Según la Oficina del Censo de los Estados Unidos, Haynesville tiene una superficie total de 12.53 km², de la cual 12.5 km² corresponden a tierra firme y (0.21%) 0.03 km² es agua.

## Demografía
Según el censo de 2010, había 2327 personas residiendo en Haynesville. La densidad de población era de 185,71 hab./km². De los 2327 habitantes, Haynesville estaba compuesto por el 40.7% blancos, el 57.5% eran afroamericanos, el 0.56% eran amerindios, el 0.17% eran asiáticos, el 0% eran isleños del Pacífico, el 0.3% eran de otras razas y el 0.77% pertenecían a dos o más razas. Del total de la población el 0.82% eran hispanos o latinos de cualquier raza.